# Aeromicrobium choanae
Aeromicrobium choanae (лат.) — вид неподвижных грамположительных хемоорганотрофных аэробных бактерий из семейства Nocardioidaceae порядка актиномицетов. Типовой штамм 9H-4T (=ZIM B1021T=LMG 29165T=CCM 8650T) был выделен из хоаны птицы садовой славки. Представляют собой кокки размером 1,5 мкм. Являются оскидазоположительными и каталазоположительными бактериями. Не образуют спор. Через 4 дня культивирования на агар-агаровой среде LB клетки образуют круглые тёмно-желтые колонии, диаметр которых составляет 1,8—2 мм. Рост происходит при 8—39 °C и водородном показателе, соответствующем 6—10, оптимальный рост — при 29—31 °С и водородном показателе, соответствующем 7. Выдерживают до 5 % хлорида натрия на единицу объёма.
Видовой эпитет был дан по причине получения типового штамма из хоаны.